# Кафетерий

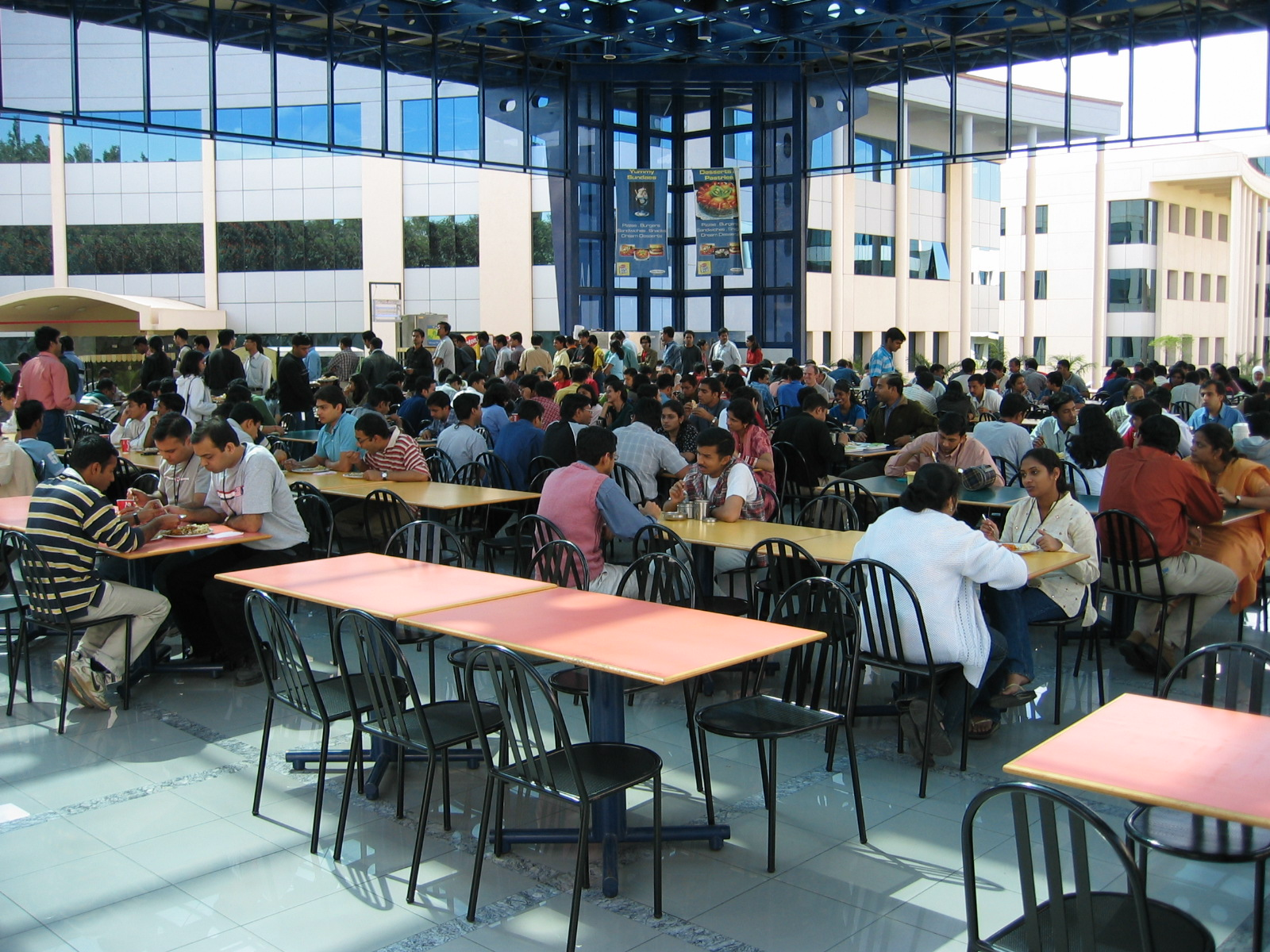
Кафетерий в Бангалоре, Индия

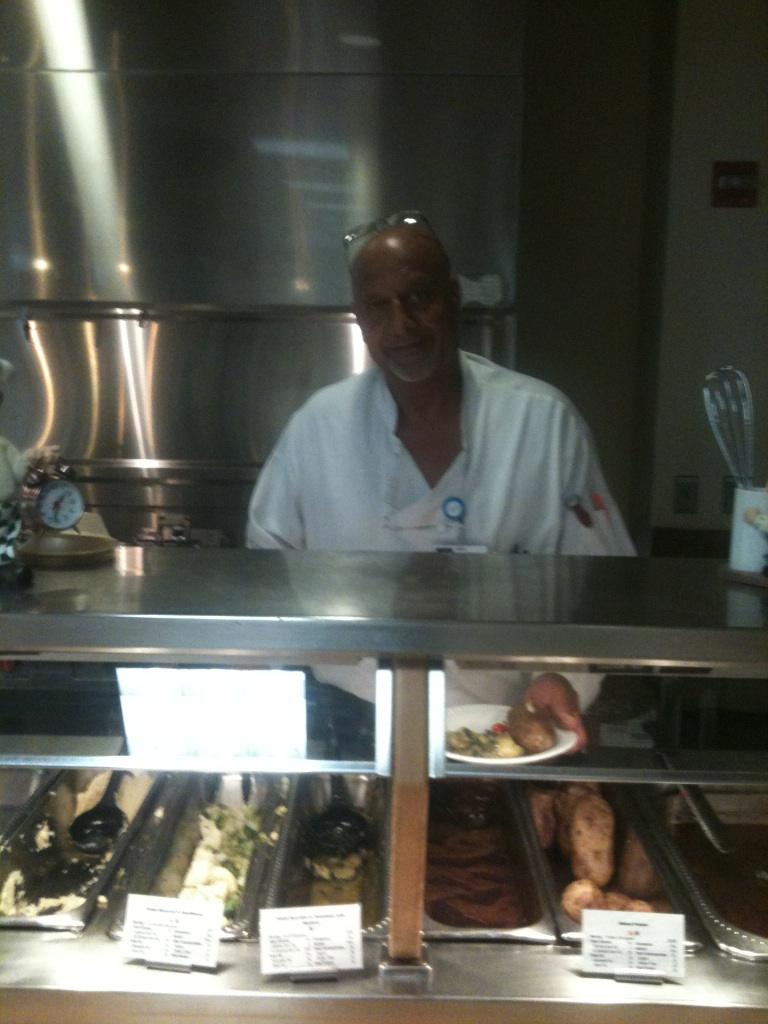
Кафетерий в госпитале Порт-Шарлотт, Флорида

Кафете́рий — небольшое кафе с ограниченным ассортиментом блюд, работающее по системе самообслуживания. Кафетерий является одним из видов предприятия общественного питания с минимальным количеством обслуживающего персонала, «столовым сервисом» — оборудованный столиками и стульями, расположенный в здании офиса, на территории колледжа, института или какого-либо другого учреждения, а также буфет, прилегающий к школьной столовой. Несмотря на то, что кафетерия — английский вариант испанского слова, кафетерий отличается от кофейни. По сути, кафетерий является своего рода рестораном самообслуживания. В студенческой среде кафетериями обычно называют буфеты, пункты общественного питания, расположенные в торговых центрах или столовые в студенческих общежитиях, где можно посидеть или использовать перемещаемые столики и стулья в перерывах между занятиями в качестве своеобразной аудитории. Посетители выбирают понравившиеся блюда, самостоятельно ставят их на поднос и расплачиваются в кассе, расположенной в конце линии раздачи. После чего относят приобретённую еду на подносе в зал, выбирают свободный столик и принимают пищу. По окончании трапезы посетители относят грязную посуду на подносе в окно посудомойки.